# Eozapus setchuanus
Eozapus setchuanus este o specie de rozătoare din familia Dipodidae. Este singura specie din genul Eozapus. Se găsește doar în China, iar habitatul său este alcătuit din păduri, stepe și pajiști din regiuni muntoase. Este tolerantă la un anumit nivel de perturbare al habitatului iar Uniunea Internațională pentru Conservarea Naturii a clasificat-o ca fiind o specie neamenințată cu dispariția.

## Taxonomie
Sunt descrise două subspecii: E. s. setchuanus și E. s. vicinus.

## Descriere
Eozapus setchuanus are o lungime a corpului (inclusiv capul) de 70–100 mm iar a cozii de 115–144 mm. Blana de pe partea ventrală este albă; E. s. setchuanus are și o dungă longitudinală maro-pală, pe care E. s. vicinus nu o are. Coada sa lungă are puține fire de păr, are vârful alb și are culoare închisă deasupra și albă pură dedesubt.

## Răspândire și habitat
Eozapus setchuanus se găsește doar în centrul Chinei, în provinciile Qinghai, Sichuan, Yunnan, Gansu, Ningxia și Shaanxi. Altitudinile la care se găsește variază de la 3.000 până la 4.000 de metri deasupra nivelului mării. Habitatul său este alcătuit din păduri, stepe arbustive și pajiști din regiuni muntoase. Trăiește adesea în zone împădurite răcoroase lângă cursuri de apă și poate fi găsită și în zone defrișate în care se dezvoltă pâlcuri dense de arbuști. Dieta sa constă în principal în plante verzi.

## Stare de conservare
Eozapus setchuanus are o răspândire largă, se presupune că populația sa este mare și nu au fost identificate amenințări majore pentru această specie. Nu se știe dacă populația este în creștere sau în scădere dar este improbabil ca aceasta să scadă într-un ritm suficient de rapid pentru a se justifica includerea speciei într-o categorie amenințată. Eozapus setchuanus este tolerantă la un anumit nivel de perturbare al habitatului iar arealul său cuprinde arii protejate. Uniunea Internațională pentru Conservarea Naturii a clasificat-o ca fiind o specie neamenințată cu dispariția.